# آتشفشان‌خیزی

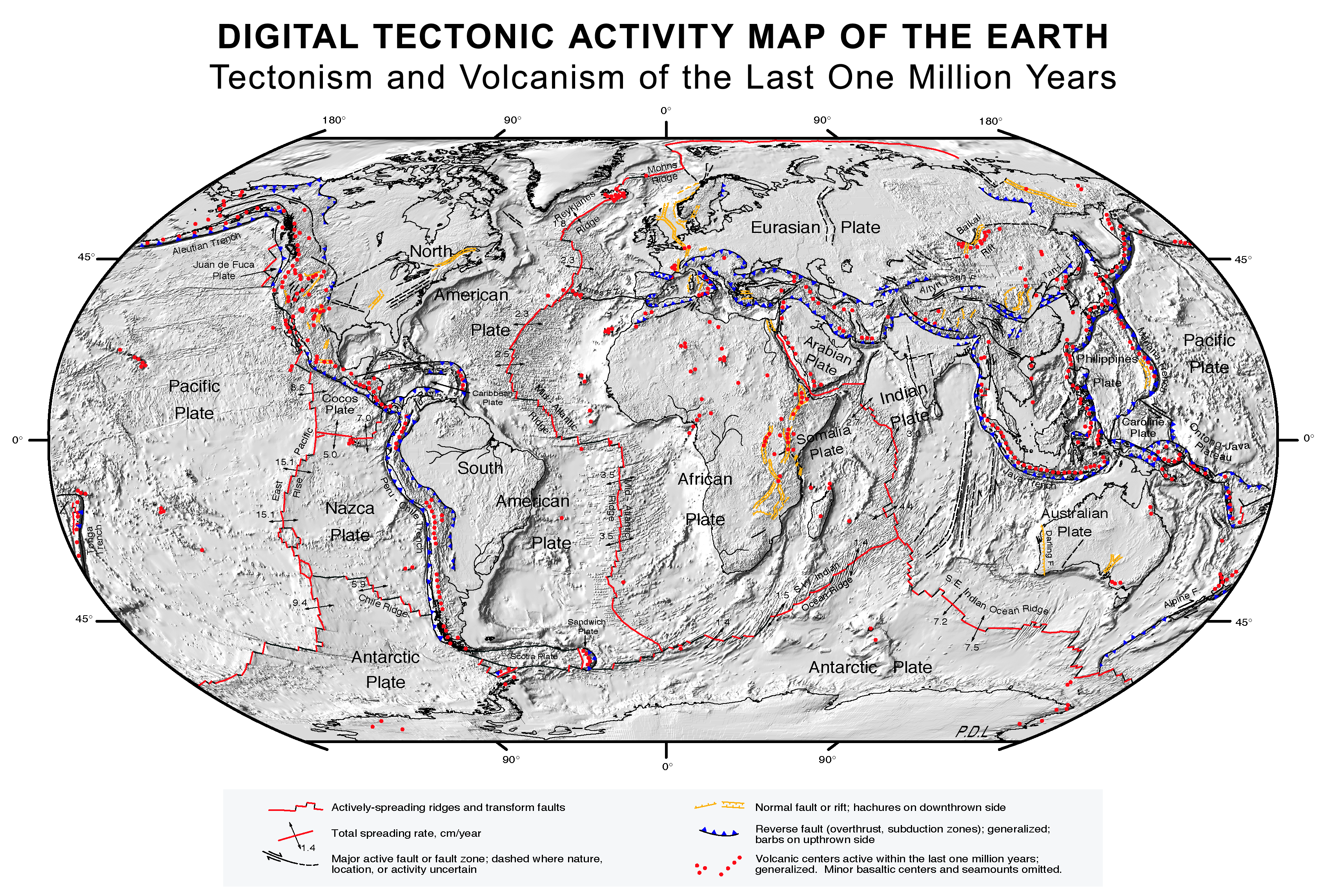
نقشه زمین‌ساخت صفحه‌ای که موقعیت آتشفشان‌ها با دایره‌های قرمز مشخص شده‌است.

آتشفشان‌خیزی (انگلیسی: Volcanism) به پدیده فوران سنگ‌های مذاب (ماگما) بر روی سطح زمین، سیاره‌ها یا ماه گفته می‌شود که طی آن گدازه، سنگ‌های آذرآواری و گازهای آتشفشانی از راه شکافی که مجرای آتشفشان نامیده می‌شود، به بیرون پرتاب می‌گردد. فرایند آتشفشان‌خیزی شامل همه پدیده‌های تولید ماگما در پوسته یا گوشته زمین و بالاآمدن آن در پوسته و تشکیل سنگ آتشفشانی و آثار و پیامدهای ناشی از آن می‌شود.